# Periscepsia handlirschi
Periscepsia handlirschi är en tvåvingeart som först beskrevs av Brauer och Julius Edler von Bergenstamm 1891.  Periscepsia handlirschi ingår i släktet Periscepsia och familjen parasitflugor. Inga underarter finns listade i Catalogue of Life.